# Hope Mwanake
Hope Wakio Mwanake (nascida em 1988/1989) é uma empreendedora e cientista queniana. Ela é considerada uma das jovens empreendedoras emergentes de África. Em dezembro de 2019 Hope apareceu em manchetes pelos seus esforços na construção de casas com garrafas de plástico abandonadas para erradicar a poluição plástica no Quénia.

## Biografia
Hope nasceu e cresceu numa família perto de Mombaça. Ela foi a primeira da sua família a frequentar a universidade para prosseguir com os seus estudos superiores. Hope completou o seu bacharelato em ciências aquáticas pela Egerton University em 2010. Em 2013, formou-se em Ciências Ambientais pela UNESCO-IHE, na Holanda.

## Carreira
Inicialmente seguiu a sua carreira como empreendedora social antes de se tornar numa cientista. Ela é co-fundadora da Trace Kenya, uma organização com base na comunidade que trabalha em conjunto com os jovens na abordagem de questões relacionadas à gestão de resíduos sólidos.
Ela também fez um discurso de visão na Semana Mundial da Água de 2015 em Estocolmo, na Suécia. Em 2016 co-fundou a empresa de manufactura Eco Blocks and Tiles, juntamente com o colega cientista Kevin Mureithi.